# Миронов Лев Григорович
Лев Григорович Миронов (справжнє ім'я Лейб Гиршевич Каган; 1895, Пирятин, Полтавська губернія, Російська імперія — 29 серпня 1938 року, «Комунарка») — радянський державний діяч, співробітник ВЧК — ОГПУ — НКВД. Комісар державної безпеки 2-го рангу (26.11.1935).

## Біографія
Народився в 1895 році в Полтавській губернії в єврейській родині. У 1916—1917 роках — член Бунда. З 1918 року — член РКП(б). З березня 1918 року — в Червоній Армії, політрук 9-го Радянського полку. З лютого 1919 — голова Пирятинської повітової ЧК, заступник завідувача губернського відділу юстиції, голова колегії обвинувачів Полтавського ревтрибуналу. У 1923—1924 — заступник наркома юстиції Туркестанської АРСР. Повпред ОДПУ по Середній Азії в 1927 р. З 1933 — член колегії ОГПУ. Один з учасників організації розкуркулення.
У 1936 р. — начальник контррозвідувального відділу Головного управління державної безпеки НКВС СРСР. 4 квітня направлений на Далекий Схід.
14 червня 1937 р. Миронов був заарештований. 29 серпня 1938 р. ВКВС засуджений до смертної кари. Розстріляний в той же день.